# Spiridione Petrovich
Spiridione Petrovich též Spiridone, chorvatsky Spiridon Petrović nebo Špiro Petrović (25. června 1804 Zadar – 28. listopadu 1870), byl rakouský právník a politik z Dalmácie, během revolučního roku 1848 poslanec Říšského sněmu, od roku 1861 zemský hejtman Dalmácie.

## Biografie
Roku 1849 se uvádí jako Spiridion Petrovich, advokát v Zadaru. V říjnu 1849 mu byl udělen Řád železné koruny. V srpnu 1869 získal i Císařský rakouský řád Leopoldův. Historik Giuseppe Praga uvádí Petroviche jako nejznámějšího tehdejšího dalmatského právníka.
Během revolučního roku 1848 se zapojil do veřejného dění. Ve volbách roku 1848 byl zvolen i na ústavodárný Říšský sněm. Zastupoval volební obvod Zadar-venkov. Tehdy se uváděl coby advokát. Řadil se ke sněmovní levici.
Do politiky se znovu zapojil po obnovení ústavního systému vlády. V zemských volbách roku 1861 byl zvolen za poslance Dalmatského zemského sněmu a stal se téhož roku zemským hejtmanem Dalmácie (předsedou sněmu a nejvyšším představitelem zemské samosprávy). V této funkci byl potvrzen i roku 1864 a roku 1867. Ve funkci předsedy zemského sněmu je uváděn i roku 1870. V červenci 1870 byl opět zvolen za poslance zemského sněmu.
Pocházel z etnicky srbského prostředí, ale patřil do politického proudu dalmatských autonomistů, tzv. autonomaši, nazývaných někdy pejorativně i talijanaši, kteří prosazovali multietnickou dalmatskou identitu a zůstávali napojení na italský kulturní okruh. Sám byl bilingvní.
Zemřel v roce 1870. Pohřben byl za velké účasti veřejnosti 30. listopadu 1870 v Zadaru.